# Torpedo Tipo 53

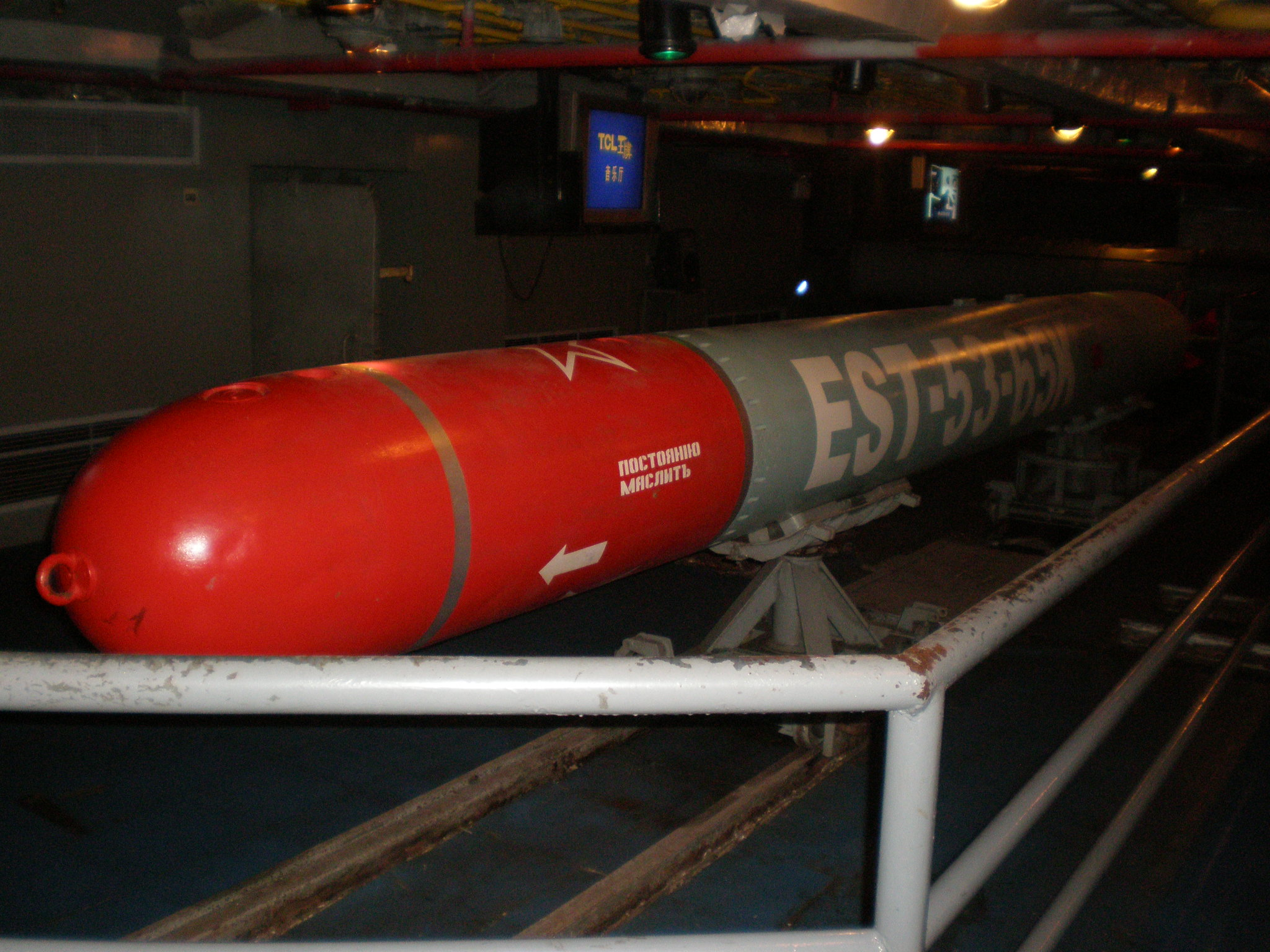
Un torpedo tipo 53.

Tipo 53 es el nombre común de una familia de torpedos de 533 mm fabricados en la URSS y posteriormente en Rusia, comenzó con el torpedo 53-27 y  continúa hasta el moderno UGST (Fizik-1, 2015), que en 2018 será reemplazado por el nuevo Futlyar (Fizik-2).
Con la excepción del UGST que utiliza monopropelantes al estilo del Mark 48, los torpedos soviético de 533 mm en general, emplean energía eléctrica, o queroseno mezclado con diversos oxidantes para la propulsión. Los torpedos rusos llevan a menudo un nombre descriptivo de sus características - por ejemplos "búsqueda acústica" o "torpedo eléctrico", todas las siglas en ruso.
El primer torpedo soviético con capacidad de búsqueda fue el SAET-50. El 53-61 fue el primer torpedo soviético con búsqueda en superar los 40 nudos de velocidad.
Los chinos poseen copias, o mediante ingeniería inversa, de varios torpedos soviéticos de 533 mm, aunque las fuentes no coinciden exactamente en lo que se ha copiado. Por ejemplo, el  Yu-3 se considera una copia del SET-65.
El torpedo Tipo 53 es común en casi todos los submarinos rusos.